# The Pearl of Death
The Pearl of Death (en español: La perla maldita) es una película de intriga policiaca de Sherlock Holmes de 1944 dirigida por Roy William Neill y protagonizada por Basil Rathbone y Nigel Bruce. Es la novena de la serie de catorce películas de Sherlock Holmes que protagonizó la pareja.
La trama de la película está basada en el relato de 1904 Los seis Napoleones de Arthur Conan Doyle.

## Sinopsis
El maestro criminal Giles Conover roba la famosa "Perla Borgia" del Royal Regent Museum ante las mismas narices de Sherlock Holmes y el Dr. Watson, pero cuando lo atrapan, no se encuentra la perla en su poder, y es liberado. Posteriormente se comenten una serie de brutales asesinatos sin relación entre ellos y Holmes sospecha que el culpable está estrechamente relacionado con el robo de la joya.

## Reparto
- Basil Rathbone - Sherlock Holmes
- Nigel Bruce - Dr. Watson
- Evelyn Ankers - Naomi Drake
- Dennis Hoey - Inspector Lestrade
- Miles Mander - Giles Conover